# Athenaea pogogena
Athenaea pogogena är en potatisväxtart som först beskrevs av Stefano Moricand, och fick sitt nu gällande namn av Sendt. Athenaea pogogena ingår i släktet Athenaea och familjen potatisväxter. Inga underarter finns listade i Catalogue of Life.